# القدمة (يريم)

تعديل مصدري - تعديل

القدمة هي إحدى قرى عزلة رعين بمديرية يريم التابعة لمحافظة إب، بلغ تعداد سكانها 1022 نسمة حسب تعداد اليمن لعام 2004.